# Denis Johnson
Denis Hale Johnson (1 de julio de 1949 - 24 de mayo de 2017) fue un escritor estadounidense conocido por su colección de relatos  Jesus' Son (1992) y su novela  Árbol de humo (2007), ganadora del National Book Award. También escribe obras de teatro, poesía y ensayo.

## Biografía
Johnson nació en 1949 en Múnich, República Federal Alemana. Posee un título universitario en Bellas Artes del Iowa Writers' Workshop Universidad de Iowa, donde ha impartido además clase. Fue galardonado con el premio Whiting Writer’s Award en 1986 y la Lannan Fellowship in Fiction en 1993.
Johnson alcanzó la celebridad tras la publicación de Jesus' Son (1992), colección de relatos convertido en 1999 en una película homónima, considerada una de las diez mejores del año por The New York Times, Los Angeles Times y Roger Ebert. Johnson hace un cameo, interpretando a un hombre que es apuñalado en el ojo por su mujer.
Las obras de Johnson se han representado en San Francisco, Chicago, Nueva York y Seattle. Es dramaturgo residente en Campo Santo, la compañía de teatro de Intersection for the Arts, en San Francisco.
En 2006-2007, Johnson ocupó la cátedra Mitte de escritura creativa en la Texas State University, en San Marcos (Tejas, Estados Unidos).
Ha influido en la obra de Chuck Palahniuk, y Scott Snyder.

## Vida personal
Johnson se divorció dos veces y vivió con su tercera esposa, Cindy Lee, entre Arizona y Idaho.  Tuvo tres hijos, uno de los cuales se educó en el hogar. En octubre de 1997 escribió para Salon.com un artículo en defensa de la educación de los hijos en el propio hogar.

## Premios
- 1981, National Poetry Series por The Incognito Lounge
- 1986, Guggenheim Fellowship
- 2002, Aga Khan Prize for Fiction de The Paris Review por Train Dreams
- 2007, National Book Award y finalista del premio Pulitzer por Tree of Smoke[6][7]

### Poesía
- The Man Amongst the Seals (Stone Wall Press, 1969)
- Inner Weather (Graywolf Press, 1976)
- The Incognito Lounge (Random House, 1982)
- The Veil (Knopf, 1987)
- The Throne of the Third Heaven of the Nations Millennium General Assembly: Poems Collected and New (HarperCollins, 1995)
- For Jane

### Novela
- Angels (1983) - Ángeles derrotados (Anagrama)
- Fiskadoro (1985)
- The Stars at Noon (1986)
- Resuscitation of a Hanged Man (1991)
- Already Dead: A California Gothic (1998)
- The Name of the World (2000) - El nombre del mundo (Literatura Random House)
- Train Dreams (2002) - Sueños de trenes (Literatura Random House)
- Tree of Smoke (2007) - Árbol de Humo (Literatura Random House)
- Nobody Move (2009) - Que nadie se mueva (Roja & Negra)
- The Laughing Monsters (2014) - Los monstruos que ríen (Literatura Random House, 2016)

### Relato
- Jesus' Son (1992) - Hijo de Jesús (Literatura Random House)
- The Largesse of the Sea Maiden- El favor de la sirena (Literatura Random House)

### Teatro
- Hellhound on My Trail
- Shoppers Carried by Escalators into the Flames
- Soul of a Whore
- AB Survival in the United States
- Purvis
- Des Moines (2007)
- Everything Has Been Arranged (An adaptation of his story "Small Boys Unit") (2007)

### Ensayo
- Seek: Reports from the Edges of America & Beyond (essays) (2001)